# 고조선
고조선(古朝鮮, 기원전 5세기 이전 ~ 기원전 108년)은 단군왕검이 세웠다고 전해지는 한반도 최초의 고대 국가이다. 본래 국호는 조선(朝鮮)이나 태조 이성계가 건국한 조선과 구별하기 위해 흔히 고조선(古朝鮮) 으로 총칭한다. 대한민국의 역사학계는 일반적으로 고조선이 청동기 문명을 기반으로 한 현 중국 랴오닝성 및 북한 황해도, 평안도, 함경도, 강원도에 있던 고대 국가라고 파악하고 있다.
문헌상의 기록에 따라 실존했던 국가라는 사실은 분명하지만 관련 기록이 적고 추상적이다. 직접적으로 고조선의 것이라 암시되는 유물·유적이 발견되지 않았기 때문에 고조선의 연대와 강역·역사·문화 등에 대해서는 많은 논란이 있다.

## 국호
원래 국호는 조선이지만, 고려 충렬왕 때의 승려 일연이 지은 《삼국유사》에서는 위만이 찬탈한 위만조선과 구분하기 위해 고조선이라 지칭했다. 오늘날에는 1392년에 건국된 조선과 구분하기 위해 고조선이라 지칭하며, 위만조선을 따로 구분하지 않은 채 모두 합쳐 고조선으로 본다. 
이승휴의 《제왕운기》에서는 고조선의 군주에 따라 둘로 나누어 단군이 다스린 조선을 단군조선이라했고 이것을 전조선, 기자가 다스린 조선을 기자조선이라 했으며, 후조선으로 구분하여 불렀다. 이런 시각은 조선시대에도 이어져 전조선과 후조선이라는 명칭이 널리 사용되었다.
조선의 어원에 대해서는 여러 가지 주장이 존재하나 아직까지 명확하게 밝혀진 것은 없다. 가장 오래된 설로는 《사기집해》에 인용된 장안(張晏)의 견해로 그는 조선이 강의 이름에서 나온 것이라 하였다. 신채호는 조선의 어원이 숙신(肅愼)에서 나온 것이라 하고, 그 원래 명칭이 주신(珠申)이라 주장하였다. 고조선의 초기 도읍인 아사달(阿斯達)을 한역한 것이 조선이라는 견해도 있다. 조선의 글자 뜻을 그대로 해석하여 ‘땅이 동쪽에 있어 아침 해가 선명하다(地在東表 朝日鮮明, 지재동표 조일선명)’라는 의미에서 나온 것이라는 주장도 있다.

## 역사

### 건국
고조선의 건국은 일연(본관은 경주, 속성은 김(金)씨)이 쓴 《삼국유사》에 최초로 등장한다. 한국 고대사에서 정확한 실상을 파악하기란 대단히 어렵다. 김부식의 《삼국사기(三國史記)》와 일연의 《삼국유사》외에는 고대사에 대한 기록이 거의 없다고 볼 수 있다. 

### 단군조선
《삼국유사》에는 단군이 요임금 즉위 50년 경인년에 평양성에 도읍을 정하고 국호를 조선이라 하였다고 서술하고 있다. 그러나, 일연은 요임금은 무진년에 즉위하였으므로 즉위 50년은 정사년이 되므로 정확한 시기가 의심스럽다는 주석을 함께 실었다. 《동국통감》〈외기〉에는 “동방은 애초에 군장이 없었는데 신인이 박달나무 아래로 내려오니 나라 사람들이 임금으로 모셔 단군이라 하고 국호를 조선이라 하였으니 요임금 무진년이다. 처음엔 평양에 도읍하였고 나중엔 백악으로 옮겼다.”라고 기록되어 있다. 《제왕운기》 역시 건국 연도를 무진년으로 기록하고 있고, 《삼국사기》에도 단군의 건국을 다루고 있으나 즉위 연도를 밝히고 있지는 않다. 국사편찬위원회는 삼국유사를 근거로 단군 조선의 설립을 기원전 2333년으로 보고 있고 현행 대한민국의 국사 교과서들 역시 이를 바탕으로 기원전 2333년을 단군 조선의 건국 시점으로 서술하고 있다. 한편, 한국의 청동기 시대는 가장 오래된 것으로부터 시점을 잡아도 기원전 2000년 무렵부터 시작되는 것으로 파악되고 있어 역사서의 건국 시점에 대한 서술이 실재와 부합하는 지에 대해서는 이견이 있다. 2007년 교육부는 청동기 유물 발굴 결과 《삼국유사》의 건국 기록이 신화가 아니라 역사적 사실과 부합한다고 보고 ‘단군왕검이 고조선을 건국하였다고 한다’라는 기술을  ' ~ 건국하였다'로 바꾸기로 한 바 있다.
현대 사학계에서는 실제 고조선의 건국 연대가 언제인지에 대해서는 다양한 견해가 있다. 대한민국의 국사 교과서는 고조선의 강역으로 추측되는 랴오닝성 및 한반도의 고고학 발굴 결과를 토대로 기원전 2000년경에서 기원전 1500년경에 한국의 청동기 시대가 본격화된다고 서술하고 있다. 대한민국의 역사학자 박광용은 중·고등학교 국사교과서에서 단군을 실제 인물로 가르치기 시작한 것은 1988년 5차 교육과정 개편을 위한 〈교과서개편준거안〉 작성 과정에서 비롯되었음을 지적하였다. 1987년 확정된 이 준거안에서는 상고사에 관한 지침으로 단군을 역사적 사실로서 반영토록 하였고, 고조선은 중심지가 계속 이동함에 따라 영역도 바뀌는 ‘이동국가’가 아니라 확정된 넓은 강역을 유지하는 ‘영역국가’로 기술하며 한사군의 존재는 본문에서 다루지 않고 각주로 처리한다는 내용이었다. 당시 이 결정 과정에는 정치권 및 언론계의 압력이 심하게 작용한 것으로 현대적 학문에 입각한 결정이 아니라 전통적 상식에 입각한 결정이었다는 비판이 있다.
고조선의 건국을 다루는 단군 신화는 환웅으로 대표되는 청동기 문명을 가진 외래 세력과 곰으로 대표되는 토착 세력의 결합을 통해 건국된 것으로 이해된다. 한편으로는 조선으로 지칭되는 불특정한 소규모 지역 집단의 집합체가 초기 고조선의 사회모습이었다고 보기도 한다. 박광용은 단군 신화가 한국 역사의 귀중한 사료임에는 틀림없으나 고조선의 지배층이 자신들의 통치를 정당화하기 위해 단군을 시조신으로 모신 이래 구전되어 오면서 수 많은 변형이 있었던 불확실한 사료로서, 제대로 밝히기 어려운 불확실한 신화적 사실을 섣불리 실재화하거나 신비화 할 경우 역사를 거꾸로 돌리려는 국수주의자 또는 복고주의자를 대량 생산할 위험성이 상존한다고 지적하였다. 또한, 문동석은 청동기 시대에 시작된 고조선을 신석기 시대인 기원전 24세기로 올려 잡는 것은 민족의 기원을 올려잡으려는 의도가 드러나 있다고 평가하였다.

#### 초기

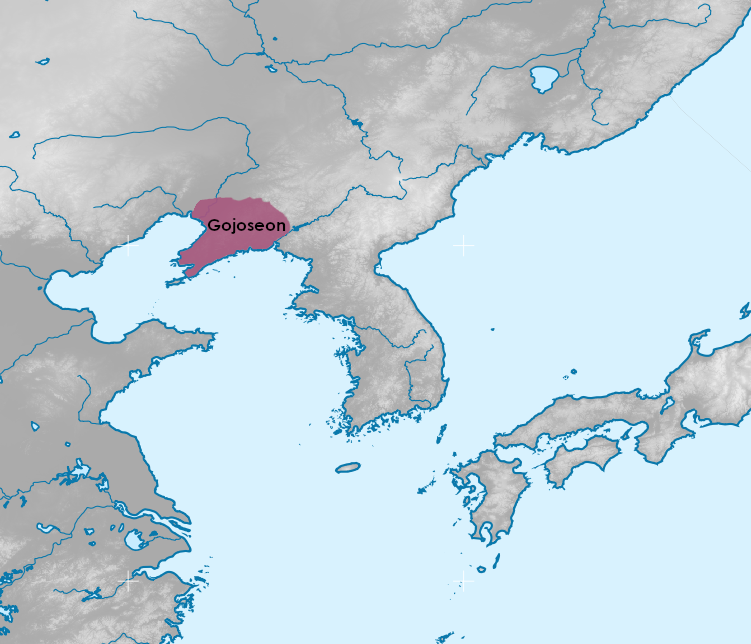
기원전 7세기경 고조선으로 추정되는 정가와자 집단의 강역.

고조선은 기원전 7세기의 기록으로 알려진 《관자》(管子)에 제나라와 교역한 사실을 기록함으로써 사서에 처음으로 등장한다. 허나 현대에는 《관자》가 기원전 4세기경에 직하학궁의 학자들에 의해 성립되었다는 것이 정설이며, 이에 따라 고조선이 중원에 알려진 시기는 기원전 7세기가 아닌 최소한 기원전 4세기 이전으로 좁혀진다. 또한 춘추전국시대에 성립된 기록인 《산해경》에는 조선이 연나라의 동쪽, 바다의 북쪽에 있다고 나타난다. 이들 기록에 나타난 조선은 대체로 특정한 국가를 지칭한다기보다는 요동지방에서 한반도 서북지방에 걸쳐 성장한 여러 지역 집단을 통칭한 것으로 본다. 당시 이 일대에는 비파형 동검문화를 공동기반으로 하는 여러 지역 집단이 존재하였는데, 이들이 큰 세력으로 통합되면서 고조선이라는 고대 국가가 성립된 것으로 보는 것이 일반적이다. 단군신화는 고조선을 통합한 집단의 시조설화로 형성되었던 것이다.
기원전 4세기 중반에는 연나라와 관련된 사료인 《전국책》에서 조선이 연나라 동쪽의 유력한 세력으로 언급된다. 적어도 이 무렵에 고조선이 고대 국가로 성장하여 전국 시대 중국의 국가와 대등한 외교 관계를 가졌던 것으로 보인다. 4세기 말에는 연나라와 분쟁이 일어나 고조선 측이 선제 공격을 꾀하였다가 중단하는 사건이 벌어졌다. 당시 중국은 종주국인 주나라가 쇠퇴하고 각 지의 제후들이 왕을 칭하고 있었는데 연나라가 기원전 323년에 왕을 칭하자 고조선의 군주도 ‘왕’이라 칭했다고 전한다.

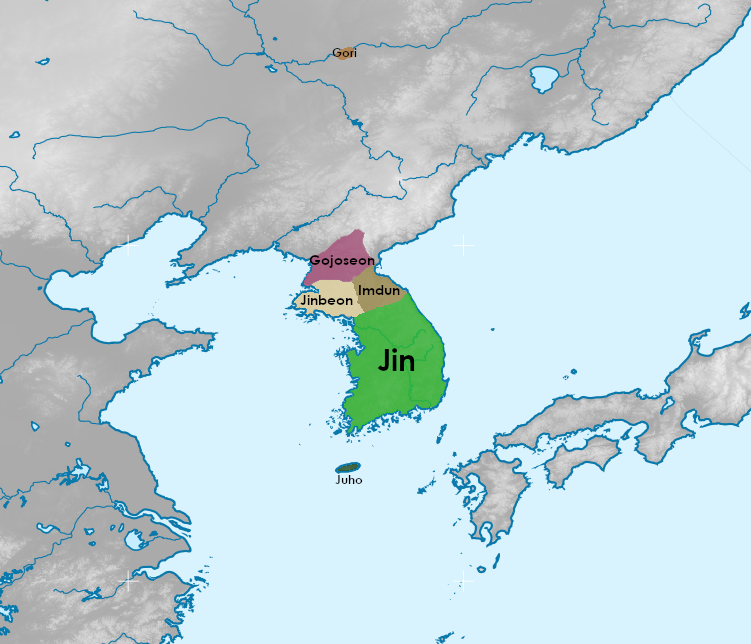
기원전 3세기경 청천강 이남으로 후퇴한 고조선의 영역.

기원전 4세기 말에서 3세기 초, 연나라가 세력을 확대하면서 고조선은 연나라의 공격을 받아 광대한 영토를 상실하고 세력이 크게 위축되었다. 사료적 가치에 대한 끊임없는 비판을 받았던 위략에 따르면 연나라의 장수 진개의 침입으로 고조선은 2,000여 리의 땅을 빼앗겼으며, 만번한(滿潘汗)을 경계로 하게 되었고, 연나라가 고조선으로부터 빼앗은 지역에는 요동군(遼東郡)이 설치되었고 장성도 쌓았다고 한다. 이때 고조선이 상실하였다는 지역은 랴오닝성도 포함하며, 일반적으로 대한민국의 역사학계에서는 이 패배로 고조선이 요동 지방을 상실하였다고 본다.
기원전 221년에 진(秦)이 중국을 통일하고 기원전 214년에 만리장성을 건설하자 고조선의 부왕(否王)은 진의 침입을 두려워하여 복속하였다. 그러나 직접 조회하는 것은 거부한 것으로 보아 표면적인 복속이었던 것으로 보인다. 부왕의 뒤를 이은 준왕(準王) 시기 진나라에 내란이 발생하고 뒤이어 유방과 항우가 전쟁을 벌이는 등 중국이 혼란에 빠지자 중국 유민들이 대거 고조선으로 이주하였다. 기원전 202년에 중국을 통일한 전한은 연·진 시기의 장성이 멀어서 지키기 어려웠기 때문에 이를 포기하고 요동의 옛 장성을 수리하고 패수(浿水)를 경계로 삼았다고 한다.

### 위만조선

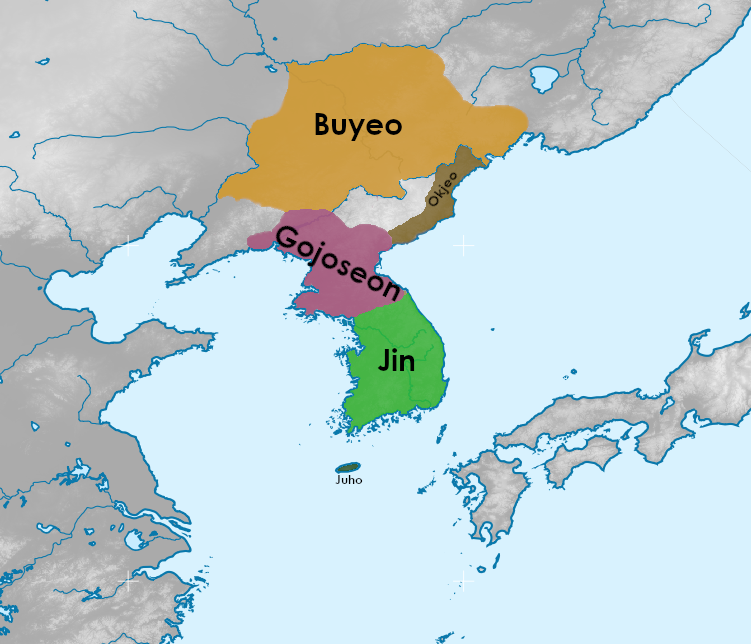
위만조선의 강역. 압록강 부근까지 진출하였다.

기원전 195년에 한나라가 연나라 지역에 임명한 노관이 흉노로 망명한 사건이 일어나자, 연나라 지역은 큰 혼란에 휩싸이고 그곳에 살던 많은 사람들이 고조선 지역으로 망명하였다. 위만은 이들 무리 1,000여 명을 이끌고 고조선으로 들어왔는데, 상투를 틀고 고조선의 복색을 하였다고 한다. 준왕은 위만을 신임하여 박사(博士)라는 관직을 주고 서쪽 1백리 땅을 통치하게 하는 한편, 변방의 수비 임무를 맡겼다. 그러나 위만은 기원전 194년 중국 군대가 침입하여 온다는 구실을 허위로 내세우고, 수도인 왕검성에 입성하여 준왕을 몰아내고 왕이 되었다. 이때부터 일반적으로 위만조선이라고 부른다. 조선을 이어받은 위만의 출신에 대하여 여러 주장이 있는데, 과거 연나라가 정복한 고조선 지역의 주민, 즉 고조선 출신이라는 주장과 연나라 출신의 유력자라는 주장이 있다. 일제강점기 때는 위만의 출신을 연나라(중국)이며 이를 중국의 식민 지배라 주장하였고 광복 후 일부 학자들은 위만을 고조선의 유민이라 주장하기도 하였으나, 현재 대한민국의 학계에서는 위만이 고조선의 국호와 국체를 그대로 유지했다는 사실을 들어 위만의 출신이 어디이든 관계가 없다고 본다.
위만은 유이민 집단과 토착세력을 함께 지배체제에 참여시켜 양측간의 갈등을 줄이고 정치적 안정을 도모하였다(위만은 중국에서 철을 가져와 고조선에 널리 전파했다) 중국 문물(대표적인 문물 '철')을 적극 수용하여 군사력을 강화하고, 이를 기반으로 주변의 진번(眞番)·임둔(臨屯) 등의 세력을 복속시켰다. 위만의 손자 우거왕(右渠王) 때는 남쪽의 진국(辰國)을 비롯한 여러 나라가 한나라에 조공하는 것을 막고 중계무역의 이익을 독점하였다. 이에 불만을 느낀 예군(濊君) 남려(南閭) 세력은 한에 투항하였다.
이즈음 한나라는 동방진출을 본격화하였는데, 그것은 위만조선과의 긴장을 고조시켰다. 양측은 긴장관계를 해소하기 위해서 외교적 절충을 벌였지만 성공을 거두지 못하였다. 기원전 109년, 한무제는 누선장군 양복과 순체 등에게 명하여 육군 5만과 수군 7천을 이끌고 각각 위만조선을 공격하였으나 실패하였다. 이후 위산을 사신으로 보내 다시 외교적 절충을 시도하였으나 끝내 실패하였다. 결국 전쟁이 재개되었는데, 싸움이 장기화되면서 조선 지배층 내부가 분열·이탈되었다. 조선상 역계경(歷谿卿)은 화친을 건의하였으나 받아들여지지 않자, 자신의 무리 2000여 호를 이끌고 진국으로 갔다. 또한 조선상 노인(朝鮮相 路人), 상(相) 한음(韓陰), 이계상 삼(尼谿相參), 장군(將軍) 왕겹(王唊) 등은 왕검성에서 나와 항복하였다. 이러한 내분의 와중에서 우거왕이 살해되고 왕자 장(長)까지 한군에 투항하였다. 대신(大臣) 성기(成己)가 성안의 사람들을 독려하면서 끝까지 항전하였으나, 기원전 108년에 왕검성이 함락되어 고조선은 멸망하였다. 한나라는 고조선의 영역에 낙랑군(樂浪郡)·임둔군(臨屯郡)·현도군(玄菟郡)·진번군(眞番郡)의 한사군(漢四郡)을 설치하였고 많은 고조선인들이 남쪽으로 이주하였다.
한반도에 처음으로 철기가 도입된 시기에 관하여 북한에서는 기원전 8∼7세기에 이미 철기시대가 시작되었다고 한다. 그러나 이에 대해서는 여러 가지 의문점이 많아서 지지 받기 어렵다. 남한에서는 대체로 위만조선 이전에 철기가 도입되었을 것으로 보고 있다. 철은 기원전 8∼7세기에 이미 압록강과 두만강유역에서 생산되었으며, 연철 단계는 기원전 8∼7세기, 고온환원법의 발전된 방법은 기원전 3∼2세기에 시작되었다고 보았다. 燕에서 전파된 발전된 방법 이전에 독자적인 제철기술이 함경도지방에 있었던 것으로 보인다.  그러나 위만조선 시기 고조선 지역에서 철기가 한층 더 보급된것은 사실이며, 기원전 3∼2세기에  보급이 시작되어 사회 전반적인 철제 농기구와 무기가 제작되는 등 철기문화가 사회의 발전 및 생산력의 증가를 가져왔다. 청천강 이북지역에 명도전이 본격적으로 보급된 이후에는 세형동검이 사용되지 않는다는 것을 감안한다면 대체로 4세기경으로 보여진다.
이에 따라 농업과 수공업이 더욱 발전하였고, 대외교역도 확대되어 나갔다. 이를 바탕으로 강력한 정치적 통합을 추진하였지만, 기본적으로 여러 세력의 연합적 성격을 극복하지는 못하였다. 각 지배집단은 여전히 독자적인 세력기반을 보유하고 있었고, 고조선 정권의 구심력이 약화되면 언제든지 중앙정권으로부터 쉽게 이탈하는 움직임을 보였다. 고조선 말기 지배층의 분열도 그러한 성격에 말미암은 바가 컸다.

## 도읍지
고조선의 도읍지는 여러 차례 이동한 것으로 기록되어 있다. 《삼국유사》는 《고기》를 인용하여, 단군왕검이 처음에는 평양성에 도읍을 정하였으나 이후 백악산아사달로 옮겨서 1천 5백 년간 나라를 다스렸으며, 이후 주나라 때 기자가 조선왕에 책봉되자, 단군은 장당경으로 옮겼다가 뒤에 아사달로 돌아왔다고 하였다. 조선민주주의인민공화국은 1970년대 이전까지 고조선의 도읍지를 랴오닝성이라 주장하였으나, 주체사상의 강화 이후에는 오늘날의 평양시가 고조선의 도읍지라고 주장하면서 단군릉이 평양시에 있다는 점을 내세우고 있다. 이러한 조선민주주의인민공화국 역사학의 입장 변화는 정치적 영향에 따른 것이라 비판된다. 한편 윤내현은 고조선의 도읍지 이동이 총 5차례라고 주장하며 그 위치를 모두 비정하는 연구를 하기도 하였다.
대한민국 역사학계에서 지배적인 학설인 중심지 이동설에 따르면 고조선은 초기에 랴오둥반도 지역을 중심으로 발전하다가 기원전 3세기 무렵 연나라의 침입을 받아 영토를 대거 상실하고 평양 일대로 중심지가 이동하였다고 한다. 고조선의 마지막 왕조인 위만조선의 도읍지인 왕검성은 오늘날 조선민주주의인민공화국의 평양시에 있었다는 견해가 지배적이며, 중국의 랴오닝성 지역에 있었다는 소수설도 있다. 기원전 108년 전한 무제의 공격을 받아 왕검성이 함락됨으로써 고조선이 멸망했다. 왕검성이 있던 곳에는 낙랑군이 설치되어 이후 수세기 동안 중국과 한반도의 중계무역 기지의 역할을 했다.

## 정치
위만조선의 관명(官名)으로는 박사(博士)·대부(大夫)·상(相)·대신(大臣)·장군(將軍)·비왕(裨王) 등이 보인다. 이들 관직 모두의 구체적인 성격은 분명하지 않다.
그런데 이러한 관직을 갖고 있으면서 독자적인 세력 기반을 지닌 자들이 있었다. 한나라에 대한 외교 정책에서 왕과 의견이 맞지 않자 휘하의 2천 호를 이끌고 한반도 남부지역으로 이탈해 간 조선상(朝鮮相) 역계경(歷谿卿) 같은 이가 그런 예이다. 한나라와 전쟁 중 전선을 이탈하여 수도가 함락되는 결정적인 원인을 제공한 이계상(尼谿相) 삼(參) 등 세 명의 ‘상(相)’도 그러한 이들로 추측되는데, 상은 일정한 세력 집단의 대표로서 중앙정부에 참여한 이들이 지닌 관직의 이름으로 여겨진다. 당시 위만조선에는 여러 명의 상이 있었는데, 이름으로 보아 다수가 고조선 인이었다. 상의 휘하에 있던 집단에 대해선 왕실의 통제력이 어느 정도 미쳤겠지만, 적어도 각 집단 내부의 일은 자치적으로 이루어졌을 것이다. 역계경 등의 집단적인 이탈행위가 가능했다는 점이 바로 이를 말해준다.
왕도 기본적으로는 그러한 집단들 중에서 가장 큰 집단의 장이었고, 위만조선 왕실의 경우 그 직할 집단이었던 것이다. 국가의 주요 결정은 이들 상들이 참가한 회의체에서 결정된 것으로 보인다. 자연 왕권은 강력하지 못하였고, 중국식 제도에서 비롯된 관직명이 부분적으로 보이지만 관료 조직은 발달하지 않았으며, 정치 조직의 기본적인 틀은 자치집단들의 연맹체와 같은 것이었다.
유력한 수장 휘하에서는 촌락이 여러 개 귀속되어 있었다. 단 수장이 사적으로 지닌 우월한 경제적·군사적 힘이 이들 촌락을 규합하는 데 일정한 작용을 하였다는 점에서, 수장은 이미 지배계급으로서의 위치를 확보하고 있었다고 할 수 있다. 이들 유력한 수장들을 통합하여 성립한 것이 위만조선이며, 위만조선의 왕권하에서 수장들은 ‘상’으로 상당한 자치권을 지닌 세력 집단을 대표하였다. 고조선의 중심을 이룬 이들 집단의 외곽에는 피복속 촌락 공동체들이 존재하였다. 이러한 구조는 삼국 초기의 정치 구조와 연관성을 지닌다.

### 단군왕검
단군왕검은 고조선 사회의 제주이자 군장으로, 단군은 대제사장적인 성격을 많이 담고 있으며 왕검은 국가를 통치하는 대군주의 의미를 띠고 있다고 해석한다. 즉 제정일치의 지도자이다. 방언의 분포와 비교언어학적으로 살펴볼 때에도 제사장과 정치적 지도자를 함께 이르는 것으로 파악하고 있다.

### 단군 신화
단군 신화는 《삼국유사》에 기록된 내용이 가장 오래되었다. 《세종실록》〈지리지〉에서도 《단군고기》가 인용되었다. 《삼국유사》의 설명은 《고기》(古記)에 기록된 단군의 건국과 전해 내려오는 내용을 근거로 하고 있으나, 《고기》의 원본은 현재 전해지지 않는다.
단군신화의 내용은, 환인의 서자인 환웅이 하늘에서 내려와 세상에 거하였으며, 그 아들인 단군이 요임금과 같은 시기에 나라를 세웠다는 것이다.
이는 왕권의 정통성과 국가의 존엄성을 수식하려는 당시 사람들의 의식을 반영한 것으로, 고조선의 왕은 매년 그의 조상신인 천신께 제사를 지냈을 것이다. 그때 베풀어진 의식은 단군 신화의 내용을 재현하는 형태였을 것으로 보인다. 이 제의에 고조선을 구성하던 모든 집단의 장들이 참여해 정치적 통합을 강화하고 결속력을 높였을 것이다. 곧 단군 신화는 고조선 당대의 정치 이데올로기였고, 그 제의는 정치적 집회의 기능을 지닌 것이었다.

### 참성단
참성단(塹星壇)은 오늘날 인천광역시 강화군 마니산 꼭대기에 있으며, 단군왕검이 쌓았다고 전해지지만 확실하지 않다. 마니산에 참성단을 쌓아 하늘에 제사를 지내게 된 것은 강화의 생김새가 천하의 요새이기 때문이며, 예로부터 마이(摩利)·혈구(穴口) 등은 하늘과 인연이 깊다고 전해온다. 또 개국신화의 등장인물인 우사(雨師)와 운사(雲師)도 마니산과 밀접한 관계가 있다고 전해진다.

## 사회 및 문화
사마천의 사기와 반고의 한서에 따르면, 다음과 같은 기록이 남겨져 있다.
- '8조법'이라는 법률이 정해져 있었다. 이 법은 권력층의 사회질서 유지 수단이었다. 그와 함께 가부장(家父長) 중심의 계급 사회로서, 사유 재산을 중히 여겼으며, 응보주의(應報主義)에 따른 형법을 지녔던 당시의 사회상을 반영하고 있다. 현재는 그 중에서 3개의 내용만이 전해지고 있다.
  - 대개 사람을 죽인 자는 즉시 사형에 처한다.
  - 남에게 상처를 입힌 자는 곡식으로 그 죄를 갚는다.
  - 도둑질을 한 자는 노비로 삼는다. 자신의 죄를 용서받고자 하는 사람은 한 사람마다 50만 전을 내야 한다.
- 사람들은 도둑질을 하지 않아 대문을 닫고 사는 일이 없었다.
- 모두들 정조를 지키고 신용이 있어서 음란하고 편벽된 행위를 하지 않았다.

당시 고조선 사회는 이미 상당한 정도로 계급 분화가 진행되고 있었다. 8조의 법금(法禁) 중 현재 전해지는 3개 조항에서, 화폐 개념과 노비의 존재, 그리고 사유 재산에 대한 보호 조치를 볼 수 있다. 그리고 이 시기 지배층의 무덤에서 출토되는 화려한 부장품들은 계급 분화의 모습을 여실히 보여준다. 그러나 촌락에선 공동체적 관계가 여전히 작용하고 있었다.
이 시기의 사회 계층은 귀족, 촌락의 일반민, 노비로 크게 나눌 수 있다. 귀족은 노예와 토지·재화 등 자신의 경제적 기반을 따로 가지면서 촌락 공동체를 대표하는 수장(首長)의 면모도 함께 지니고 있었다. 노비는 상당수 존재하였으나, 많은 수의 노비를 사역하는 대규모 노예경영은 발달하지 않았다. 노예제 경영이 발달한 사회에서 일반적으로 보이는 화폐 경제의 발달, 도시의 번창과 같은 사실은 확인되지 않았다.
당시 사회에서 기본적인 생산 활동을 담당한 이들은 촌락의 일반민이었다. 이들은 당시 농업이 지닌 낮은 생산력과, 가뭄이나 홍수 등에 따른 생산의 불안정성 및 철제 농기구의 부족 등으로 인해 소농(小農) 단위의 자립성을 유지할 수 없었으며, 촌락 단위로 상호 의존하여 생산과 소비생활을 하는 공동체적 관계를 맺고 있었다.

### 대외 교역
《관자》 규도편과 경중갑편에 따르면 특산물로 무늬있는 가죽(文皮)이 유명했다고, 한다. 당시 고조선이 모피 또는 가죽을 매개로 중국과 활발한 교역을 하고 있었음을 알 수 있는 대목이다. 또한 이 기록을 근거로 고조선의 건국연대를 상고할 수 있다.

### 의복
《사기》〈조선열전〉과 《한서》 〈조선전〉에 기록된 위만의 입국 기록으로부터 상투를 틀었고 한족의 복식과 달랐다고 본다.

## 고고학적 연구
비파형동검과 탁자식 고인돌, 미송리형토기를 고조선의 세력 범위를 입증하는 고조선의 유물로 보고 있으나, 비파형동검의 분포 및 유형에 따라 고조선이 아닌 동호의 문화에 속하는 지역도 있어 주의를 요한다.
요서지역인 요녕성(遼寜省) 조양시(朝陽市)를 중심으로 노노아호산 남쪽 대릉하 중류 일대에 기원전 10세기 무렵부터 십이대영자문화가 등장하는데, 그 문화의 담당자를 고조선으로 보는 연구가 많이 제기되고 있다. 심이대영자는 1958년 발견 되었는데 이미 파괴된 2‧3호무덤을 수습하고 1호무덤을 발굴하였다.
요녕성(遼寜省) 북표시(北票市)의 라마동고분군은 대부분 모용선비 문화의 범주에 속하며 부여의 무덤양식과 유사성이 확인되어 모용선비의 침략으로 붙잡혀온 부여인이 정착한 지역으로만 이해되어 왔으나, 청동기시대 무덤이 12기가 있으며 비파형동검의 출토묘가 다수 발견되었다.
요동지역인 요녕성(遼寜省) 심양시(瀋陽市)의 정가자와 유적 기원전 6~5세기에 심양지역이 새로운 중심지로 부각되었음을 보여주는 중요한 유적이다. 특히 6512호(청동단검대묘) 대형 목관묘에서는 비파형동검, 다뉴경 등 400여 점에 달하는 청동기가 대량으로 부장되어있는데, 이는 고조선 관련 유적 가운데 가장 많은 수량에 해당한다. 특히 심양 신민시(新⺠市) 북외유적(北崴遺蹟)이 주목할만 한데, 출토된 비파형동검은 동일 문화층내 공반유물이 대략 기원전 10세기 무렵에 위치하는 점에서 신락상층문화의 후반부, 이도하자문화로 전환되는 과도적 시점의 자료로 이해된다.
홍산문화에 속하는 하가점하층문화 동쪽지역이 후대의 위영자문화, 십이대영자문화로 계승되었다는 연구가 나오고 있다. 이는 하가점하층문화의 중심세력이 동쪽으로 확산해간 것으로 생각할 수 있다. 이 문화가 고조선 건국의 한축인 환웅족의 고문화로 고조선 건국의 배경문화로 추정하는 견해가 있다.

## 역사서의 내용
한편 고조선의 역사는 여러 사서에 기록되어 있으나, 그 기록 내용은 사서에 따라 상당한 차이가 있다. 아래의 사서들 중 일부는 학계에서 위서로 판단하기도 하며, 설령 진서라도 신화적 요소가 많은 경우도 있다. 모두 석관 묘이며 발견된 유물은 비파형동검, 다뉴경, 청동송곳, 청동장식품, 청동 화살촉 등 의 청동기가 주를 이루고 있다. 유적은 기원전 9~8세기에 해당하며 특히 번개무늬 다뉴경 중에서도 가장 이른 것으로 추정되는 청동거울이 십이대영자 3호에서 출토 되었다. 다른 문화에서 꼭지가 하나인 청동거울이 유행했다면 비파형동검 문화권 에서는 여러 꼭지가 있는 다뉴경이 유행하여 차별을 보인다.

### 삼국유사
고려 시대의 승려 일연(본관은 경주, 속성은 김(金)씨)이 쓴 《삼국유사》 〈기이편(紀異篇)〉에 따르면 환인의 서자 환웅이 있었는데 인간 세상을 다스리길 원해, 천부인 세 개와 3천의 무리를 거느리고 태백산에 내려와 도읍을 정해 신시라 했다. 태백산에 주를 달아 묘향산이라고 했다.
이후 환웅이 웅녀와 결혼하여 아들을 낳았는데, 이를 단군왕검(檀君王儉)이라 한다. 단군왕검은 중국 요임금이 즉위하고 나서 50년 뒤인 정사년에 평양에 도읍하여 단군조선의 시조가 되었고, 이후 1500년을 다스렸다.
단군왕검이 도읍한 지 약 1500년이 지난 뒤에 은나라에서 기자(箕子)가 동래하여 임금이 되고, 단군은 신(神)이 되었다고 하니 이것이 기자조선의 시작이다. 그러나 기자조선의 존재유무와 기자조선의 성격 그리고 기자의 혈통에 관하여 논란이 많다.

### 제왕운기
고려 시대의 문신이자 학자인 이승휴가 저술한 《제왕운기》 〈전조선편(前朝鮮篇)〉에 의하면 환인의 서자 환웅이  천부인 세 개와 3천의 무리를 거느리고 태백산 신단수에 내려와 단웅천왕(檀雄天王)이 되었고, 손녀로 하여금 약을먹고 사람이 되게 하여 단수신과 혼인하여 단군을 낳았다고 한다. 흔히 알려진 삼국유사의 단군조와 다른 이야기를 전하고 있다.
단군의 전설에 다양한 판본이 존재했음을 알 수 있다.

### 삼국사절요
조선 시대 쓰여진 삼국사절요 외기(外記)에 따르면, 동방 아홉종족에 군장이 없었으나 신인(神人) 단군이 단목(檀木）아래로 내려와 국호(國號)를 조선(朝鮮)이라고 하였다고 한다. 건국연도는 당요(唐堯) 무진년(戊辰年 서기 전 2333, 요(堯) 25)이었고,  평양(平壤)에 도읍을 정했다가, 뒤에 백악(白岳)으로 도읍을 옮겼고, 상(商)나라 무정(武丁) 8년 을미(乙未)에 단군이 아사달산(阿斯達山)에 들어가 신(神)이 되었다고 한다.

### 사기
《사기》(史記) 〈조선열전〉은 위만조선에 대해서만 기록하고 있다.

### 레지 사료
18세기 프랑스 예수회 소속 신부인 장 밥티스트 레지스가 청나라 북경에 선교하러 왔다가, 당시 강희제의 명으로 '황여전람도(皇輿全覽圖)' 제작에 참여하고, 당시 중국과 한국의 정보를 편지 형식으로 본국 예수회에 보낸 걸 모은 사료다. 한글로는 <18세기 프랑스 지식인이 쓴 고조선, 고구려 역사>라 알려져 있고, 영문으로는 <레지 고조선 사료: Regis’s historical records on Old Joseon, RHROJ>라고 되어있다. 단군과 고조선을 신화처럼 서술된 <삼국유사>와 달리 사실적이고 정치적인 사건이 기록되어있다. 해당 사료에는 간단하게나마 고조선(레지스가 Coree로 기록)과 중국 하(夏), 상(商)왕조와 전투 장면이 기록돼 있다. <레지 사료>는 고조선이 유구한 나라라는 <삼국유사>의 기록을 증명해줄 거의 유일한 ‘해외작성사료(historical record of Old Joseon produced by non-Korean writers)’이다. 대일항쟁기의 한학자이자 역사가인 김교헌이 집필한 <신단민사>와 <신단실기>와도 교차검증이 된다. 국내에서 유정희, 정은우가 해제했다.

### 기타 자료
'태원 선우씨'의 족보인 《태원선우씨세보(太原鮮于氏世譜)》와 허목(許穆)의 《동사(東史)》에 따르면 선우씨는 기자조선의 48세의 왕과 (준왕이 위만에게 쫓겨 마한에 간 뒤의 일인) 마한의 9세의 왕을 지냈다고 하고, <청장관전서>에는 기자조선의 41세 왕과 8세의 왕이 기록되어 있다.
위서(僞書)로 판명되고 있는 《환단고기》는 기자조선을 기술하지 않고 있고, 단군조선이 2096년간 지속된 것으로 기록되어 있어 《규원사화》의 1195년과 901년의 차이가 난다.

## 건국 연대 및 치세
일반적으로 기원전 2333년에 건국되었다고 알려졌고 단기도 그에 따르고 있으나, 사서에 기록된 단군조선의 건국연대와 치세의 관한 기록은 다양하다.

### 건국 연대
- 고조선에 대한 최초의 기록인 《삼국유사》는 2가지 계통의 기록을 통해 고조선의 사적을 전하고 있다.
  - 《위서》를 인용하여 요(堯)와 같은 시기에 건국되었다고 기록하고 있다. 다만 정확하게 언제인지는 알 수 없다.
  - 현전하지 않는 미상의 문헌을 인용하여 당요 50년 경인년(기원전 2311년)을 단군의 원년이라 기록하고 있으나, 일연이 직접 주석을 통해 당요 50년은 경인년이 아니라 정사년(기원전 2284년)이라 정정하고 있다.
- 《제왕운기》에는 《본기》(本紀)를 인용하여 요와 같은 시기인 무진년(기원전 2333년)에 건국되었다고 기록하였다.
- 《고려사》 열전의 〈백문보전〉에 백문보가 공민왕에 단군 이후로 3,600년이 되었음을 주장하는데, 그 시기가 기원전 2240년 부근이 된다.
- 《동국통감》은 《고기》(古紀)를 인용하였는데, 그 내용은 《제왕운기》와 거의 같다. 하지만 사론을 통해 《고기》의 기록이 틀렸다고 비판하며 요 즉위 25년인 무진년(기원전 2333년)이라고 정정하고 있다. 《동국통감》의 저술을 전후한 시기에 고조선의 건국 연대가 무진년(기원전 2333년)으로 공인되는 양상이 보이는데, 학계에서는 요 원년 갑진년(기원전 2357년)과 단군 원년 무진년(기원전 2333년)에서 명나라의 건국(1368년)과 조선의 건국(1392년)과의 기간이 동일하게 3725년 차이가 나도록 연대를 비정한 것으로 본다. 이를 통해 상고대 요, 단군의 즉위와 명 홍무제, 조선 태조의 즉위가 천명의 조화에 따른 것이라 미화하려는 의도인 것이다.[34]
- 조선 《성종실록》의 양성지 상언 내용 중에 단군 이후로 3,900년이 되었음을 주장하는데, 그 시기가 기원전 2420년이 된다.
- 심언광(沈彦光)은 《단군사(檀君祠)》라는 시에서 단군의 건국 연대를 요임금 갑자년(기원전 2337년)이라 기록했다.(《어촌집》 권4).
- 갑자년(기원전 2457년) 개기(開基)설이 있는데, 최명길의 시 등에 한마디 나오며, 그 의미는 명백치 않다

### 치세
- 《삼국유사》는 《고기》를 인용하여, 평양성에서 다스리다가 백악산 아사달로 이주하여 1500년간 나라를 다스렸고, 이후 기자에게 물려주고 장당경으로 옮겨갔다가 1908세가 되는 해에 아사달의 산신이 되었다”고 기록하고 있다. 이에 따르면 총 통치 기간은 1900년 가량이고, 평양성 기간(미상)과 아사달 기간(1500년), 장당경 기간(미상)으로 구분할 수 있다. 다만 이 치세 기간은 전근대에 일반적으로 알려진 요 재위 시기와 기자의 동래 시기를 통해 추산할 수 있는 기간(약 1200년)보다 최소 300년 이상 길다는 점에서 상당한 오류를 보이고 있다.
- 《제왕운기》는 1028년으로 기록되었으며, 《본기(本紀)》에는 1038년이라 인용하였다. 《제왕운기》에는 시점과 끝점의 정확한 연대를 기록하고 있는데 이를 실제로 계산하면 1048년이 된다. 1028년, 1038년은 착오라고 보는 것이 일반적이다.
- 조선《세종실록》 75권, 18년 12월 26일 정해 4번째 기사에서 전 판한성부사 유사눌(柳思訥)이 《세년가》에는 단군이 나라를 누린 것은 1048년이었다고 주장한 내용이 기록되었다.
- 《응제시주》는 단군의 후손이 대대로 왕위를 계승한 것이 1000년 이상이며, 단군의 수명은 1048세라고 했다.
- 《역대세년가》는 단군의 수명을 1048세라고 했다.
- 《동국통감》은 1048년이 단군의 수명이 아니라 그 후손들이 역대로 다스린 햇수라고 기록했다.
- 《동사강목》은 단군의 수명을 1048세라고 했다.
- 《기년아람》은 단군의 수명은 1048세 혹은 1908세라고 했다.
- 《여암전서》는 '무진년에서 을미년에 이르기까지 1048년인데, 이는 재위 년수'라고 했다.
- 《규원사화》에는 1205년으로 기록하였다.

## 같이 보기

### 주요 인물
- 삼
- 성기
- 왕겹
- 장항
- 최
- 한음
- 노인

### 기타
- 고조선의 건국 신화
- 단군
- 단군릉
- 한사군
- 원삼국 시대
- 한국
- 대한민국
- 나라
  - 단군조선
  - 기자조선
  - 위만조선
- 장 밥티스트 레지스(EN: Jean-Baptiste Régis) - 1698년에 예수회 선교사로 청 제국에 포교를 왔던 프랑스 지식인으로서 당시 청 황실 서고의 사료들을 통해 고조선의 역사에 관한 기록을 남겼다.

### 인용주
1. ↑  《삼국유사》, 《동국통감》 등의 사서에서 고조선의 건국 연도를 제요와 비교한다. 삼국유사에서는 요 50년에, 동국통감은 요 즉위년에 단군이 고조선을 세웠다 전한다. 다만 제요가 신화적 인물이고 그 즉위년에 통일된 기준이 없으나 단군기원 등의 연대법에서는 《동국통감》을 따라 기원전 2333년을 단군의 즉위로 센다. 다만 역사학계에서는 실제로 고조선의 설립년도를 보여주는 것으로 취신하지 않는다. 그보다는 고고학과 사료비평을 통해 기원전 5세기 이전에는 고조선이 존재했다는 명제에 논의의 출발선을 둔다.
2. ↑  《삼국유사》〈기이제일〉 - 壇君王倹以唐髙即位五十年庚寅(唐堯即位元年戊辰則五十年丁巳非庚寅也疑其未實)都平壤城(今西亰)始稱朝鮮. 한글 해석: 단군왕검이 당고(요임금) 50년 경인년에 즉위하여(당요즉위는 무진년으로 50년은 정사년이지 경인년이 아니다. 실제를 알기 어렵다.) 평양성(지금의 서경)에 도읍하고 국호를 조선이라 하였다.
3. ↑  국사편찬위원 위원 한영우는 자신 개인의 저서에서는 고서의 기록을 그대로 수용하여 사실이라 판단하고 있으나(한영우, 《다시찾는 우리역사》, 경세원, ISBN 89-8341-057-4), 공동집필에서는 늦어도 기원전 4세기 이전에는 고조선이 성립되었을 것으로 본다(한영우 외, 한국사특강위원회, 《한국사특강》, 서울대학교출판부, 2006년, ISBN 89-7096-115-1)
4. ↑  관자가 대답하였다. “음산(陰山)의 연민(礝䃉)이 하나요, 연(燕)나라 자산(紫山)의 백금(白金)이 하나요, 발조선(發朝鮮)의 문피(文皮)가 하나요, 여수(汝水)와 한수(漢水) 우구(右衢)에서 나는 황금(黃金)이 하나요, 강양(江陽)의 진주가 하나요, 진(秦)나라 명산(明山)의 증청(曾靑)이 하나요, 우씨(禺氏) 변산(邊山)의 옥(玉)이 하나입니다."[24]

### 참조주
1. ↑  기원전 7세기의 현존하는 중국 문헌에서 조선이라는 국호가 처음으로 등장하였다.
2. ↑  국사편찬위원회 (2002년 12월 30일). 《신편한국사 4권, '초기국가－고조선·부여·삼한'》.
3. ↑  고조선 [古朝鮮] (한국민족문화대백과, 한국학중앙연구원)
4. ↑  한영우 외, 한국사특강위원회, 《한국사특강》, 서울대학교 출판부, 2006년, ISBN 89-7096-115-1, 40쪽 - 농업 경제와 청동기문화를 영위한 이래로 한반도와 중·남부 만주 지역 각지에서 새로운 정치적인 움직임이 서서히 태동하는 가운데서 가장 먼저 역사의 무대에 두각을 나타낸 것이 조선이다.
5. ↑  김기흥, 《한국고대사》, 역사비평사, 1993년, ISBN 8976960025, 235쪽
6. ↑  한국박물관연구회, 《한국의 박물관 2 - 경보화석박물관.양구선사박물관》 , 문예마당, 1999년, ISBN 8982990755, 58-59쪽 - 고조선은 물론 청동기 국가였음이 분명하지만 그리고 비파형 동검을 사용했지만, 전남지역에서 비파형 동검이 발견되었다고 그 곳까지 고조선의 강역으로 볼 수는 없다……
7. ↑  「고조선」, 《한국민족문화대백과》, 한국학중앙연구원
8. ↑  《동국통감》〈외기〉- 東方初無君長有神人降于檀木下國人立爲君是爲檀君國號朝鮮是唐堯戊辰歲也. 初都平壤後徒都白岳
9. ↑  한국사 데이터베이스, 국사편찬위원회
10. ↑  〈한반도 청동기 역사 1천년 앞당겨진다〉, 《동아일보》, 2007년 2월 23일
11. ↑  ‘신석기 말인 기원전 2000년경에 중국 요령(랴오닝), 러시아 아무르 강과 연해주 지역에서 들어온 덧띠새김무늬 토기 문화가 앞선 빗살무늬 토기 문화와 약 500년간 공존하다 점차 청동기 시대로 넘어간다. 이 때가 기원전 2000년경에서 기원전 1500년경으로, 한반도 청동기 시대가 본격화된다.’ 2007학년도 고등학교 국사교과서, 서울신문 기사에서 인용
12. 1 2  박광용, 〈단군, 신화에서 역사로〉, 강만길 외, 《우리 역사를 의심한다》, 서해문집, 2003년, ISBN 89-7483-165-1
13. ↑  《한국사》, 국사편찬위원회
14. 1 2  송호정, 《한국고대사 속의 고조선사》, 푸른역사, 2003
15. ↑  문동석, 《초등 역사교육 과거와 현재》, 국학자료원, 2005년, ISBN 8954102964, 118쪽
16. ↑  Rickett (1993), 244쪽.
17. ↑  Ricket, Guanzi (1985) p.3
18. ↑  박영초,＜고조선시대에서의 제철 및 철제가공기술＞,≪조선고고연구≫89－1
19. ↑  李淸圭,＜청동기를 통해 본 고조선＞(≪國史館論叢≫42, 1993)
20. ↑  윤내현, 《고조선 연구》, 일지사, 1990년, 331~357쪽.
21. ↑  이병도, 《한국사대관》, 1983년, 20쪽.
22. ↑  이병도, 〈고조선 연구〉, 1975년.
23. ↑  정호완, 〈단군왕검의 형태론적 풀이〉, 《한글》 제219호, 한글학회, 1993년 3월, 5쪽 ~ 32쪽.
24. ↑  한국사데이터베이스
25. ↑  “우리역사넷”. 2022년 6월 1일에 확인함.
26. ↑  송호정, 〈중국 내몽고 및 요서 지역 답사를 통해 본 한국 고대문화〉, 청람사학 제6집, 2002
27. ↑  朱貴, 《遼寧朝陽十二台營子⾭銅短劍墓》 『考古學報』 1960年第1期.
28. ↑  瀋陽故宮博物館‧瀋陽市⽂物管理辦公室, 《瀋陽鄭家陪子的兩座⾭銅時代墓葬》, 『考古學 報』 1期, 1975.
29. ↑  오대양, 《요동지역 초기 비파형동검유적의 신자료 -신민 북외유적의 현황과 문화성격 을 중심으로-》, 『學林』 53, 2024.
30. ↑  강승우,《서요하유역 하가점하층문화 사회발전단계연구》, 인하대 박사학위논문, 2022.
31. ↑  서영수,《고조선사연구의 쟁점과 흐름》, 『고조선과 위만조선의 연구쟁점과 대외교류』, 학연문화사, 2015.
32. ↑  임병태,《고고학상으로 본 예맥》, 『한국고대사논총』 1, 1991.
33. ↑  서울경제 (2020년 2월 4일). “고조선 대담①, 고고학과 사료의 만남, 과”. 2021년 11월 23일에 확인함.
34. ↑  이은경, 〈국사 교과서의 단군기원 서술에 대한 일고찰〉, 인하대학교 석사학위논문, 2002년

### 참고 문헌
- 《단군과 고조선 연구》, 단군학회 엮음, 지식산업사, 2005년, 268 ~ 270쪽
- 《조선왕조실록》, 조선
- 일연, 《삼국유사》, 고려
- 북애자, 《규원사화》, 조선, 17세기
- 사마천, 《사기》, 중국 한나라, 기원전 1세기
- 《고조선은 대륙의 지배자였다》, 이덕일, 김병기; 역사의아침
- '고조선' - 한국민족문화대백과
- 고조선, 동북아역사재단
- 이 문서에는 다음커뮤니케이션(현 카카오)에서 GFDL 또는 CC-SA 라이선스로 배포한 글로벌 세계대백과사전의 내용을 기초로 작성된 글이 포함되어 있습니다.

| 한국의 역사      | 한국의 역사           | 한국의 역사 |
| 이전 시대        | 고조선 ?~기원전 108년 | 다음 시대   |
| ---------------- | --------------------- | ----------- |
| 한국의 선사 시대 | 고조선 ?~기원전 108년 | 원삼국 시대 |